# Konjaku Monogatarishū
Konjaku monogatarishū (今昔物語集 Konjaku monogatarishū?,  traducido como "Antología de cuentos del pasado") es una antología japonesa de más de mil cuentos escritos alrededor de 1120, durante fines del Período Heian (794-1185). La colección completa se recopiló originalmente en 31 volúmenes, de los cuales solo 28 han llegado a nuestros días. Los mismos contienen varias historias de India, China y Japón. 
Cada cuento comienza con la frase Érase una vez (今は昔) (ima wa mukashi), cuya lectura japonesa on'yomi (elidiendo la partícula は) es konjaku; de ahí el nombre de la antología. La obra es también conocida como "Konjaku monogatari" ("cuento(s) del pasado") aunque eso pudiese dar a entender que fuera un solo cuento y no una antología. 

## Contenido
La obra recopila 1039 setsuwa o cuentos, organizados en 31 volúmenes, de los cuales sobreviven 28; los libros 8, 18 y 21 están perdidos. Los cuentos se organizan de acuerdo a la región en la que se narran los hechos. Los primeros 5 volúmenes, o la sección  天竺 (Tenjiku), contienen cuentos de India, la siguiente, 震旦 (Shintan), contiene cinco cuentos de China, y la sección restante 本朝 (Honchō), de Japón. La temática de los mismos proviene desde el budismo y el folclore regional.
Los cuentos budistas cubren un amplio rango de temas, tanto tradicionales (sobre el origen, desarrollo, transmisión y enseñanza del budismo) y dogmáticos (enfatizando la idea de la retribución kármica).
Estos cuentos de carácter folclórico describen los encuentros entre humanos y hechos sobrenaturales. Los personajes típicos representan miembros de la nobleza, guerreros, monjes, eruditos, médicos, granjeros, pescadores, mercaderes, prostitutas, bandidos y mendigos de la sociedad japonesa. Sus rivales sobrenaturales son espíritus, onis y tengus.

## Fecha y autoría
La obra es anónima y existen muchas teorías en cuanto a su autoría: la más extendida asegura que el recopilador fue Minamoto no Takakuni, autor del Uji dainagon monogatari, pero hay historias fechadas con posterioridad a su muerte. Otras teorías proponen que el autor fue el monje budista Tobane Sōjō, mientras que una tercera corriente propone que fue otro monje budista que residió en algún lugar de Kioto o Nara durante los últimos años del período Heian. Hasta el momento, ni ha encontrado evidencia suficiente para resolver la cuestión ni ha llegado aún a un consenso general al respecto. 
La fecha de la obra es también incierta. A raíz de los acontecimientos descritos en algunos de los cuentos, aparentemente se compuso en algún punto de la primera mitad del siglo XII, después de 1120.

## Importancia
Muchos de los cuentos que aparecen en el Konjaku también se pueden encontrar en otras recopilaciones, como las historias de espectros que han pasado a formar parte de la conciencia colectiva, y han sido narradas muchas veces durante los siglos posteriores. Otros escritores contemporáneos han adaptado también cuentos del Konjaku Monogatarishū; un ejemplo muy conocido es "En una arboleda" de Akutagawa Ryūnosuke (conocido en Occidente a partir del film de Kurosawa, Rashōmon). Otros autores que escribieron historias basadas en esta obra son Tanizaki Jun'ichiro y Hori Tatsuo.
Una enigmática oración en el clásico de Akutagawa, Rashomon, dice:

旧記の記者の語を借りれば、『頭身の毛も太る』ように感じたのである。
Tomando prestada una frase de los escritores del pasado,  sintió como si 'los cabellos de su cabeza y cuerpo hubiesen endurecido.'

Es una referencia a un verso del Konjaku monogatarishū donde se indica que el personaje estaba asustado y sintió que se le ponía la piel de gallina. 

## Curiosidades
En el calendario de pared del año 2006 de Radiohead, el día 16 de abril está marcado como el "Domingo de Konjaku Monogatari"[cita requerida].